# 애덤 콜
애덤 콜(Adam Cole, 1988년 7월 5일 ~ )은 본명은 오스틴 재킨스(Austin Jenkins)다. 미국의 남자프로레슬링선수다. 키는 183cm(6 ft 0 in)에다가 몸무게는 91kg(200 lb)이다. 2008년 프로레슬링 입문으로 피니쉬는 브레인버스터 온투 더 니, 코로나 크래쉬(리프팅 인버티드 해머락 디디티), 피겨-포 레그락, 플로리다 키(브릿지 스트레이트 재킷 수플렉스), 라스트 샷/붐(런닝 샤이닝 위자드), 파나마 썬라이즈(다이빙 프론트 플립 파일드라이버), 런닝 하이 니, 사이드 킥이라는 사용을 하게 된다. 그가 WWE 로얄 럼블 2018에서 남성 로얄 럼블매치 중에서 참가를 했으나 레이 미스테리오에게 탈락을 당했다. 그러나 이분은 WWE NXT에서 활동을하는 남자 프로레슬링선수다. 그리고 현재 NXT에 있는 스테이블인 언디스퓨티드 에라에서 리더로 활동하고 있다. NXT 챔피언을 최근까지 소유하고 있었으나 NXT 노스 아메리칸 챔피언인 키스 리와 더블 타이틀 매치를 펼쳐 패배하여 NXT 챔피언십을 잃고 말았다.

## Professional wrestling highlights
- Finishing moves
  - Brainbuster on to knee - 2015-present; previously used as a characteristic move
  - Corona Crash (Lifting inverted hammerlock DDT) - 2011-2012
  - Figure-four leglock - 2012-2015
  - Florida Key (Bridging straight jacket suplex) - 2012-2015
  - Last Shot (WWE NXT) / Boom (AEW) (Running shining wizard, sometimes on an opponent on his knees or in the neck) - 2017-present
  - Panama Sunrise (Diving front flip piledriver) - 2012-present
  - Running high knee - 2017-present
  - Side kick - 2011-present; used as a signature moves
- Signature movers
  - Coleateral (Snap inverted brainbuster)
  - Corona Kick (Running front dropkick) - 2011-2012
  - Diving crossbody
  - Jumping enzuigiri
  - Wheelbarrow double knee backbreaker
- Manager
  - Mia Yim
- Nicknames
  - "The One"
  - "The Panama City Playboy"
  - "The Industry Ruler"
  - "The Best Damn Pro Wrestler on the Planet"
- Entrance themes
  - "Faithless" by Injected (CZW)
  - "Break Anotha" by Blake Lewis (CZW)
  - "Get Off the Stoves" by The Stoves (ROH; 2010-2013)
  - "Whatta Man" by Salt-n-Pepa (PWG; 2011-2017)
  - "Something for You" by David Rolfe (ROH; 2013-2017)
  - "Shot'Em" by [Q]Brick (ROH/NJPW; 2016-2017; used as a member of the Bullet Club)
  - "Adam Cole Bay-Bay" by Yonosuke Kitamura
  - "Undisputed" by CFO$ (WWE NXT; 2017-2021; used as a member of the Undisputed Eea)
  - "Thunder Boom" by Def Rebel (WWE NXT; 2021)
  - "All About Tha (BOOM!)" by Mikey Rukus (AEW; 2021-present)

## 수상
- CZW 월드 주니어 헤비웨이트 챔피언 (1회)
- 베스트 오브 더 베스트 엑스 (2011)
- DFE 월드 오픈웨이트 챔피언/WWL 월드 헤비웨이트 챔피언 (1회)
- EWA 월드 크루저웨이트 챔피언 (1회)
- 배틀 오브 케티즈버그 (2009)
- ICW 월드 슈퍼 인디웨이트 챔피언 (1회)
- 슈퍼 월드 인디웨이트 16 (2017)
- MCW 월드 레이지 텔레비전웨이트 챔피언 (2회)
- 셰인 샴록 메모리얼 컵 (2012)
- NHPW 월드 아트 오브 파이팅웨이트 챔피언 (1회)
- PWX 월드 헤비웨이트 챔피언 (1회)
- PCW 월드 크루저웨이트 챔피언 (1회)
- PWG 월드 챔피언 (1회)
- 배틀 오브 로스 앙헬레스 (2012)
- 월드-원 노스 아메리칸웨이트 챔피언 (1회)
- 신야 하시모토 메모리얼 컵 (2010)
- RCW 월드 크루저웨이트 챔피언 (1회)
- RCW 월드 태그팀웨이트 챔피언 (1회) - 데번 무어
- ROH 월드 챔피언 (3회)
- ROH 월드 텔레비전웨이트 챔피언 (1회)
- ROH 월드 챔피언 토너먼트 (2013)
- ROH 월드 태그팀웨이트 챔피언 넘버원 컨텐더 로터리 토너먼트 (2011) - 카일 오라일리
- 서바이벌 오브 더 피티스트 (2014)
- 매치 오브 더 이열 (2012) - 카일 오라일리 vs 슈퍼 스매시 브라더스 (플레이어 우노 맨 스튜퍼파이) 앤 영 벅스 2012년 7월 21일
- 매치 오브 더 이열 (2016 - 영 벅스 (매트 잭슨 앤 닉 잭슨) vs 맷 사이달 앤 닉크 앤 윌 오스프레이 2016년 9월 3일
- 레슬러 오브 더 이열 (2013)
- 빅 탑 태그팀 챔피언 (1회) - 브릿 베이커
- 파이브 스타 매치 (2016) - 영 벅스 (매트 잭슨 앤 닉 잭슨) vs 맷 사이달 앤 닉크 앤 윌 오스프레이 2016년 9월 3일
- 루키 오브 더 이열 (2010)
- WXW 월드 C4 하이브리드웨이트 챔피언 (1회)
- WWE 월드 NXT 헤비웨이트 챔피언 (1회)
- WWE 월드 NXT 노스 아메리칸웨이트 챔피언 (1회)
- WWE 월드 NXT 태그팀웨이트 챔피언 (1회) - 보비 피시 & 카일 오라일리 & 로더릭 스트롱 (언디스퓨티드 에라) (1회)